# Kerč
Kerč (rusko Керчь, krimskotatarsko: Keriç, ukrajinsko Керч, stara vzhodna slovanščina: Кърчевъ, starogrško: Παντικάπαιον/Pantikapaion; turško Kerç) je mesto na polotoku Kerč v vzhodnem predelu Krimskega polotoka ob Kerškem prelivu pri vhodu v Azovsko morje.
Kerč, ustanovljen pred 2600 leti kot starogrška kolonija, velja za eno najstarejših mest na Krimu. Mesto se je začelo hitro razvijati v 1920-ih in je bilo med drugo svetovno vojno kraj velike bitke. Danes je z okoli 150.000 prebivalci eno največjih mest na Krimu in je eno najpomembnejših republiških industrijskih, prometnih in turističnih središč.

## Zgodovina

### Antika
Arheološka izkopavanja v vasi Majak v bližini mesta so ugotovila, da je bilo območje naseljeno že v 17. – 15. stoletju pred našim štetjem. Medtem ko je veliko najdb iz Kerča mogoče najti v muzeju Ermitaž v Sankt Peterburgu in tamkajšnjem muzeju, je veliko število starinskih skulptur, reliefov, brona in steklovine, keramike in nakita med krimsko vojno izkopal doktor Duncan MacPherson v letih 1855-1856 , kirurg iz britanske vojske, kasneje pa ga je podaril Britanskemu muzeju v Londonu.
Kerč kot mesto začne svojo zgodovino v 7. stoletju pr. n. št., ko so grški kolonisti iz Mileta na gori Mitridat blizu ustja reke Melek-Česme ustanovili mestno državo z imenom Panticapaeum. Pantipapej je podredil bližnja mesta in do 480 pred našim štetjem postal glavno mesto Bosporskega kraljestva. Kasneje, med vladavino Mitradata VI. Pontskega, je Pantikapej za kratek čas postal prestolnica veliko močnejšega in obsežnejšega Pontskega kraljestva. Mesto je bilo na križišču trgovskih poti med stepo in Evropo. Zaradi tega je hitro raslo. Glavni izvoz mesta je bilo žito in soljene ribe; pogosta je bila tudi pridelava vina. Pantikapej je koval svoje kovance. Po obstoječih dokumentih je bila reka Melek-Česme (danes majhna in plitva) v bosporskih časih plovna, morske ladje pa so lahko vstopile v reko. Velik del mestnega prebivalstva so bili etnično Skiti, kasneje Sarmati, o čemer priča velika kraljeva gomila (kurgan) v Kul-Oba.
V 1. stoletju n. št. sta Pantikapej in Bosporsko kraljestvo trpela zaradi napadov Ostrogotov. Za njimi so mesto leta 375 n. št. opustošili Huni.
Mirmekion je bil ustanovljen v vzhodnem delu Kerča, 4 km severovzhodno od starodavnega Pantikapeja. Naselje so v prvi polovici 6. stoletja pr. n. št. ustanovili Jonci.

### Srednji vek
Od 6. stoletja je bilo mesto pod nadzorom Bizantinskega cesarstva. Po ukazu cesarja Justinijana I. je bila tam zgrajena citadela z imenom Bospor. Bospor je bil središče škofije, škofije Bospor in se je razvijal pod vplivom grškega krščanstva. Leta 576 je vzdržal obleganje Göktürkov pod Bokhanom, pri čemer mu je pomagal Anagai, zadnji kan (vladar) Utirgurjev (pleme Hunov).
V 7. stoletju so turški Hazari prevzeli nadzor nad Bosporjem in mesto je dobilo ime Karča iz turškega karşı, kar pomeni 'nasproti obrnjeno'. Glavni uradnik lokalne vlade v času Hazarjev je bil tudun. Krščanstvo je bilo v času vladavine Hazarjev glavna vera v Kerču. Cerkev sv. Janeza Krstnika je bila ustanovljena leta 717; tako je najstarejša cerkev v Ukrajini. Cerkev apostolov je obstajala v poznem 8. in zgodnjem 9. stoletju, v skladu z 'Življenjem apostola Andreja' Epifanija Salaminskega.
Po padcu Hazarjev pod Kijevsko Rusijo v poznem 10. stoletju je Kerč postal središče države naslednice Hazarjev. Bizantinsko-ruska odprava je leta 1016 odstavila njegovega vladarja Georgiusa Cula.
Od 10. stoletja je bilo mesto slovansko naselje z imenom Korčev, ki je pripadalo kneževini Tmutarakan. Kerč je bil središče trgovine med Rusijo, Krimom, Kavkazom in Orientom.
V 13. stoletju so Krim, vključno s Korčevom, napadli Mongoli. Za Mongoli je mesto leta 1318 postalo genovska kolonija Cerco (Cherkio) in je služila kot morsko pristanišče, kjer so meščani delali v solinarstvu in ribištvu.
Leta 1475 je bilo mesto pod Osmanskim cesarstvom. Med turško vladavino je Kerč propadel in služil kot trg s suženji. Večkrat je trpel zaradi napadov Zaporoških kozakov.

### 18. – 20. stoletje
Kot odziv na krepitev ruskih vojaških sil na območju Azov so Turki blizu Kerča na obali Kerške ožine zgradili trdnjavo z imenom Yeni-Kale. Trdnjava je bila dokončana do leta 1706. Leta 1771 je cesarska ruska vojska napadla Krim in se približala Yeni-Kaleu. Turki so se odločili zapustiti trdnjavo, čeprav je nekaj dni prej prispela okrepitev iz Osmanskega cesarstva. Z mirovno pogodbo Kučuk-Kajnarji leta 1774 sta bila Kerč in Yeni-Kale odstopljena Rusiji. Zaradi tega je bila turška dediščina skoraj v celoti izbrisana.
Leta 1790 so ruske pomorske sile pod poveljstvom admirala Fjodorja Ušakova premagale turško floto v bitki pri Kerškem prelivu.
Od leta 1821 se je Kerč razvil v pomembno trgovsko in ribiško pristanišče. V mestu so odprli državni muzej starih časov in številne izobraževalne ustanove. Železarna je bila zgrajena leta 1846 na podlagi velikega nahajališča železove rude na polotoku Kerč.
Med krimsko vojno so mesto leta 1855 opustošile britanske sile.
Konec 19. stoletja so bile zgrajene mehanične delavnice in cementarna, ustanovljene pa so bile tudi tovarne konzerv in tobaka. Do leta 1900 je bil Kerč povezan z železniškim sistemom, plovna pot Kerškega preliva pa je bila poglobljena in razširjena. Takrat je število prebivalcev doseglo 33.000.
Po upadu med prvo svetovno vojno in rusko državljansko vojno je mesto v poznih 1920-ih nadaljevalo svojo rast z razširitvijo različnih industrij, zlasti železove rude in metalurgije, do leta 1939 pa je število prebivalcev doseglo 104.500.

### Kerč v drugi svetovni vojni
Na vzhodni fronti druge svetovne vojne od leta 1941 do 1945 je bil Kerč kraj hudih spopadov med silami Rdeče armade in osi. Po hudih bojih so ga Nemci zavzeli novembra 1941. 31. decembra 1941 je 302. strelska divizija Rdeče armade ponovno zavzela mesto po operaciji pomorskega izkrcanja pri Kamysh Burunu, južno od mesta, pet dni prej. Leta 1942 so Nemci ponovno zasedli mesto. Rdeča armada je v bitki na polotoku Kerč izgubila več kot 160.000 mož, ki so jih bodisi ubili bodisi ujeli. 31. oktobra 1943 se je začela še ena sovjetska pomorska operacija izkrcanja. Kerč se je 11. aprila 1944 vrnil pod sovjetski nadzor.
Nemci so med njihovo okupacijo pobili približno 15.000 državljanov in izgnali še 14.000. Dokazi o nemških grozodejstvih v Kerču so bili predstavljeni na nürnberških procesih. Po vojni je mesto dobilo naziv Mesto heroj.
Katakombe (rudniki) Adžimuškaj v predmestju mesta so bile mesto gverilskega boja proti okupaciji. Na tisoče vojakov in beguncev je v njih našlo zavetje in sodelovalo v protinapadih. Mnogi od njih so umrli pod zemljo, tudi tisti, ki so umrli zaradi številnih domnevnih napadov strupenih plinov. Kasneje so na tem mestu postavili spominsko obeležje.
11. novembra 2007 je nad mesto prišla velika nevihta, ki je povzročila veliko škode in ekološko katastrofo, saj je bilo nekaj ladij, vključno s tankerjem za nafto, uničeno in blokiralo Kerški preliv.

### Sodobna zgodovina
Od leta 2014 Kerč okupira Rusija. 17. oktobra 2018 je študent na Politehnični šoli Kerč ubil 20 ljudi in sebe.

## Geografija
Kerč ima vlažno subtropsko podnebje (Köppnova podnebna klasifikacija Cfa)  s hladnimi do hladnimi zimami in toplimi do vročimi poletji.

## Uprava
Mestna občina se razteza na precejšnjem območju in vključuje več ločenih sosesk, ki so del mesta Kerč: Eltigen, Kamiš-Burun, Port Krim, Adžimuškaj in otok Tuzla.

## Gospodarstvo
Danes Kerč velja za mesto metalurgov, ladjedelnic in ribičev, ima pa tudi pomemben turistični sektor.

### Turizem
Kerč je zaradi lege ob Azovskem in Črnem morju postal priljubljeno letovišče med ljudmi nekdanje ZSSR. V bližini mesta je tudi več virov za zdravljenje z blatom. Kljub obmorski lokaciji je turistična privlačnost Kerča danes omejena zaradi industrijskega značaja mesta in s tem povezanega onesnaženja. Kljub pomanjkanju plaž na območju mesta jih je veliko na razdalji 20 minut vožnje z avtobusom, vlakom ali taksijem.
Kerč ima številne impresivne arhitekturne in zgodovinske spomenike. Zaradi starodavne zgodovinske dediščine je mesto privlačno za raziskovalni turizem. Najpomembnejše znamenitosti Kerča so:
- Najdišče Pantikapej (5. stoletje pred našim štetjem - 3. stoletje našega štetja).
- Carski kurgan (4. stoletje pr. n. št.) - pokopališče enega od bosporskih kraljev
- Cerkev sv. Janeza Krstnika (leto 717)
- Trdnjava Yeni-Kale (18. stoletje)
- Veliko Mitridatovo stopnišče, ki vodi na vrh Mithridat, vsebuje 428 stopnic, zgrajenih v letih 1833–1840 pod vodstvom italijanskega arhitekta Alexandra Digbija
- Obelisk slave na gori Mitridat, zgrajen po drugi svetovni vojni
- Lapidarij
- Spomin na junaško gverilsko vojskovanje v rudnikih Adžimuškaj
- trdnjava Kerč; območje z omejitvami v času Sovjetske zveze, vendar je vstop sedaj lahko prost. Trdnjavo je zgradil ruski vojaški arhitekt Totleben sredi 19. stoletja.
- Najdišča starodavnih naselij Mirmecium, Tiritaka in Nimfej. Obstaja tudi nekaj naselij, ki so zaradi potresov šla pod vodo.

## Arheologija
Arheološka izkopavanja v Kerču so se začela pod ruskim pokroviteljstvom sredi 19. stoletja. Od takrat je bilo staro mesto Panticapaeum na gori Mithridat sistematično izkopavano. V bližini je več starodavnih tumulusov (kurgan) in izkopanih mest. Kerč sodeluje v Unescovem programu "Svilna pot".
Zakladi in zgodovinske najdbe Kerča krasijo zbirke večjih muzejev po vsem svetu. Kot so: Ermitaž, Louvre, Britanski muzej, Berlinski muzej, Moskovski državni muzej likovne umetnosti in mnogi drugi.
Trenutno izkopavanja v starodavnih trdnjavah Kerča vodijo znanstveniki iz Rusije, Ukrajine in Poljske.

## Pobratena mesta
| Mesto        | Država     | Leto |
| ------------ | ---------- | ---- |
| Mogilev      | Belorusija | 1998 |
| Smolensk     | Rusija     | 1998 |
| Çanakkale    | Turčija    | 1999 |
| Orjol        | Rusija     | 2004 |
| Odincovo     | Rusija     | 2004 |
| Soči         | Rusija     | 2005 |
| Kijev        | Ukrajina   | 1997 |
| Tula, Russia | Rusjia     | 2014 |

## Čast
Po mestu je poimenovan manjši planet 2216 Kerch, ki ga je leta 1971 odkrila sovjetska astronomka Tamara Mihailovna Smirnova.